# 欧鲁埃
欧鲁埃（法語：Aurouër）是法国阿列省的一个市镇，位于该省北部，属于穆兰区。该市镇2009年时的人口为413人。

## 人口
欧鲁埃人口变化图示
| 数据来源：INSEE |